# Nadiad

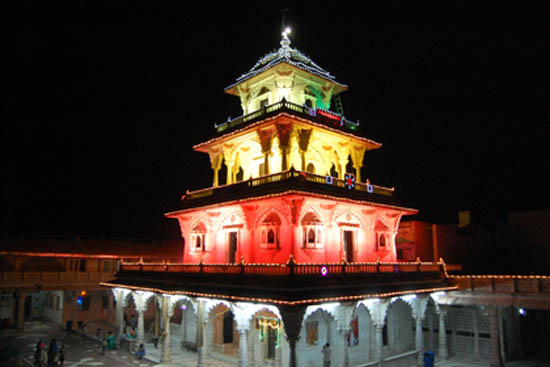
Santram Mandir, ett tempel i Nadiad.

Nadiad (gujarati: નડીયાદ, hindi: नडीयाद)  är en stad i delstaten Gujarat i Indien, och tillhör distriktet Kheda. Folkmängden uppgick till 218 095 invånare vid folkräkningen 2011, med förorter 225 071 invånare.